# Elsie Spicer Eells
Elsie Eusebia Spicer Eells (West Winfield, New York, 21 de setembro de 1880 — Volusia, Florida, 24 de maio de 1963) foi uma investigadora do folclore de raiz ibérica e escritora que viajou nos primeiros anos do século XX pela bacia do Atlântico e se notabilizou pela publicação de diversas colectâneas de contos e lendas baseadas na tradição oral de diversas regiões visitadas, incluindo do Brasil e dos Açores.

## Biografia
Nascida Eusebia Spicer em West Winfield, Nova York, casou com Burr Gould Eells, um superintendente das escolas estabelecidas no Brasil pelo Presbyterian Board of Missions, a agência missionária da Igreja Presbiteriana, país onde ela viveu três anos.
Tendo viajado nas décadas de 1920 e 1930 por vários países como investigadora da The Hispanic Society of America de New York, algo incomum ao tempo para uma mulher, escreveu múltiplos artigos e publicou várias obras sobre aspectos antropológicos e culturais das regiões visitadas.
Elsie Spicer Eells é autora de obras sobre a cultura dos territórios de língua espanhola e portuguesa, entre as quais Fairy Tales from Brazil (1917), Tales of Giants from Brazil (1918), The Islands of Magic Legends, Folk and Fairy Tales from the Azores (1922), South America's Story (1931) e Tales of Enchantment from Spain (1950). Parte da sua obra sobre os contos tradicionais brasileiros é inspirada na colectânea Contos Populares do Brasil de Sílvio Romero.
Colaborou em diversos periódicos, com destaque para as revistas The Outlook e The Deliniator, ambas de New York.
Elsie Spicer Eells faleceu a 24 de maio de 1963, com 82 anos de idade.

## Obras publicadas
Entre outras, Elsie Eells é autora das seguintes publicações:
- Fairy Tales from Brazil (1917)
- Tales of Giants from Brazil (1918)
- The Islands of Magic Legends, Folk and Fairy Tales from the Azores (1922) no Project Gutenberg (com ilustrações de Emma L. Brock[6])
- The Magic Tooth and Other Tales From the Amazon (1927)
- South America's Story (1931)
- Tales of Enchantment from Spain (1950).